# Bureau du Premier ministre et du Conseil privé
Le Bureau du Premier ministre et du Conseil privé (Office of the Prime Minister and Privy Council) est un immeuble de bureaux en face de la colline du Parlement à Ottawa au Canada. Il abrite le bureau du Conseil privé et le cabinet du premier ministre. Il est ainsi le quartier général de la branche exécutive du gouvernement canadien. 
Le bâtiment portait auparavant le nom d'édifice Langevin, du nom d'Hector-Louis Langevin, surintendant des Affaires indiennes dans le cabinet du premier ministre John A. Macdonald. Par métonymie, le terme est quelquefois utilisé pour désigner le bureau du Premier ministre. Il a été débaptisé en 2017 à la demande des Premières Nations, Hector-Louis Langevin étant à l'origine de la création du système des pensionnats autochtones.